# すばらしい想い
『すばらしい想い』（すばらしいおもい）は、nangiのメジャーデビュー後1枚目のミニアルバム。2007年6月6日発売。発売元はエピックレコードジャパン。

## 収録曲
1. すばらしい想い 
  - 作詞・作曲：nangi／編曲：村山達哉
  - TBS系ドラマ『暖流』主題歌
2. くろ 
  - 作詞・作曲：nangi／編曲：村山達哉
3. ビューティフルフラワー
  - 作詞・作曲：nangi
4. gift 
  - 作詞・作曲：nangi
5. ホープ 
  - 作詞・作曲：nangi／編曲：岡村美央